# 콜레산니타
콜레산니타(이탈리아어: Colle Sannita)는 이탈리아 캄파니아주 베네벤토도의 코무네다. 나폴리로부터 북동쪽으로 80km , 베네벤토 북쪽으로 25km 거리에 있다.